# Dinamo Erevan
FC Dinamo Yerevan (în armeană Ֆուտբոլային Ակումբ Դինամո Երևան), a fost un club de fotbal din Erevan, Armenia.

## Istorie
Clubul a fost fondat în 1936 în perioada sovietică, câștigând multe titluri ale campionatului SSR Armeniei (Din 1936 până în 1991, competiția a avut loc ca un turneu regional în cadrul URSS).
După o lungă retragere din fotbalul profesionist, Dinamo Erevan a fost reînviat în 1992 pentru a participa la competițiile interne. Cu toate acestea, clubul a fost dizolvat la începutul anului 2008 și este în prezent inactiv din fotbalul profesionist.

## Istoria clubului pe sezoane
| An      | Numele Clubului | Divizia                | Poziția | GP | W  | D | L  | GS | GA | PTE |
| ------- | --------------- | ---------------------- | ------- | -- | -- | - | -- | -- | -- | --- |
| 1992    | Dinamo Yerevan  | Prima Ligă Armeană     | 16      | 26 | 8  | 9 | 9  | 37 | 42 | 25  |
| 1993    | Dinamo Yerevan  | Prima Ligă Armeană     | 6       | 20 | 9  | 3 | 8  | 30 | 21 | 21  |
| 1994    | Dinamo Yerevan  | Prima Ligă Armeană     | 4       | 18 | 9  | 5 | 4  | 49 | 32 | 23  |
| 1995    | Dinamo Yerevan  | Prima Ligă Armeană     | 2       | 12 | 7  | 3 | 2  | 40 | 12 | 24  |
| 1995–96 | Dinamo Yerevan  | Prima Ligă Armeană     | 11      | 22 | 6  | 4 | 12 | 27 | 38 | 22  |
| 1996–97 | Dinamo Yerevan  | Prima Ligă Armeană     | 8       | 22 | 7  | 4 | 11 | 23 | 41 | 25  |
| 1997    | Dinamo Yerevan  | Prima Ligă Armeană     | 5       | 16 | 4  | 2 | 10 | 18 | 47 | 14  |
| 1998    | Dinamo Yerevan  | Prima Ligă Armeană     | 10      | 24 | 6  | 1 | 17 | 26 | 65 | 19  |
| 1999    | Dinamo Yerevan  | Prima Ligă Armeană     | 1       | 16 | 13 | 0 | 3  | 40 | 14 | 39  |
| 2000    | Dinamo Yerevan  | Premier League Armeană | 8       | 28 | 1  | 4 | 23 | 19 | 78 | 7   |
| 2001    | Dinamo Yerevan  | Prima Ligă Armeană     | 5       | 10 | 8  | 0 | 2  | 35 | 12 | 24  |
| 2002    | Dinamo Yerevan  | Nu a participat        | -       | -  | -  | - | -  | -  | -  | -   |
| 2003    | Dinamo Yerevan  | Prima Ligă Armeană     | 8       | 22 | 9  | 4 | 9  | 29 | 44 | 31  |
| 2004    | Dinamo Yerevan  | Prima Ligă Armeană     | 12      | 30 | 9  | 1 | 20 | 52 | 72 | 28  |
| 2005    | Dinamo Yerevan  | Prima Ligă Armeană     | 10      | 24 | 6  | 3 | 15 | 26 | 56 | 18  |
| 2006    | Dinamo Yerevan  | Prima Ligă Armeană     | 5       | 18 | 9  | 4 | 5  | 36 | 34 | 31  |
| 2007    | Dinamo Yerevan  | Prima Ligă Armeană     | 4       | 21 | 10 | 3 | 8  | 47 | 38 | 33  |
| 2008    | -               | Dizolvat               | -       | -  | -  | - | -  | -  | -  | -   |

## Palmares

### Campionatele Naționale

#### URSS
- Campion al RSS Armeniei (6)
  - 1936, 1937, 1946, 1947, 1948, 1949

#### Armenia
- Campion al Ligii I (1)
  - 1999

### Realizările jucătorilor
- Cel mai bun marcator al sezonului:
  - 1994 - Tigran Yesayan (30) (în prima ligă)
  - 2007 — Artur Barseghyan (15) (în prima ligă)